# Bajerovce

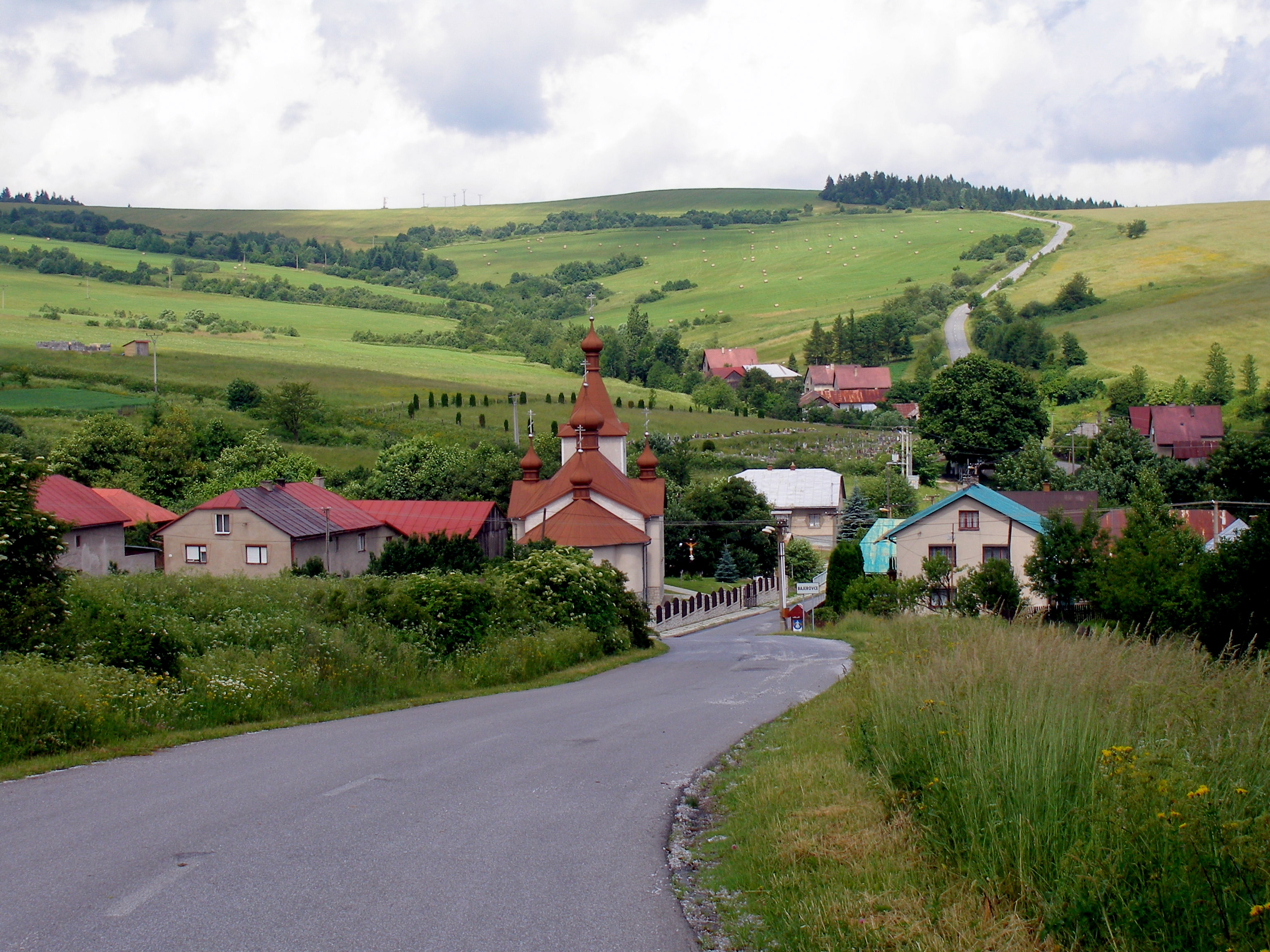
Bajerovce

Bajerovce (Hongaars: Bajorvágás, Duits: Baierhau) is een Slowaakse gemeente in de regio Prešov, en maakt deel uit van het district Sabinov.
Bajerovce telt 303 inwoners.